# Антиклинорий
Антиклинорий (на гръцки: ἀντι – против, противоположен, на гръцки: κλίνω – наклонен, на гръцки: ορος – планина) е голям по размери и линейно издържан на стотици километри комплекс от гънки на земната кора, възникващ в геосинклиналите в резултат на големи и продължителни издигания на земната кора, съпроводени от процеси на огъване и характеризиращи се с общо издигане (антиклинали) в централните части и потъване (синклинали) в периферните. Антиклинориите достигат до стотици километри в дължина и десетки километри в ширина. Най-големите антиклинории се наричат мегантиклинории. На повърхността излизат най-древните и обичайно силно метаморфозирани скали, в сравнение с много по младите скали, изграждащи синклиналите. Често осовите плоскости на гънките са разположени ветрилообразно, с обърнати гънки към синклиналите. В краищата на антиклинориите често се развиват зони на издигания и нарушения на земните пластове, по които стават премествания на големи земни маси в същото направление. Антиклинориите най-често възникват при регионални напрежения на компресия, които са причина за продължително издигане на земната кора, внедряване на магмени интрузивни тела и гънкообразуване. Класифицират се няколко вида антиклинории – нормални, ветрилообразни, аномални, мегаантиклинории и макроантиклинории.
В България такива комплекси са Белоградчишки антиклинорий, Берковски антиклинорий, Рило-Западнородопски антиклинорий, Средногорски антиклинорий.